# Beniane
Pour les articles homonymes, voir Benian.
Beniane, anciennement Tiqit en langue berbère, (également typographié Benian ou Bénian) est une commune de la wilaya de Mascara en Algérie.

## Géographie
Beniane est située à 40 km au sud de Mascara. Administrativement elle fait partie de l'une des trois communes de la daira de Aouf, les principales activités des habitants sont l'agriculture et l'élevage.

## Histoire
Les vestiges d'un camp militaire important, le second d'Afrique après celui de la légion à Lambèse, ont été fouillés au XIXe siècle. Ce camp, nommé Ala Miliaria, faisait partie du système défensif romain édifié au sud de la Maurétanie Césarienne, à la fin du IIe ou au tout début du IIIe siècle, sous le règne de l'empereur Septime Sévère. Abandonné par la troupe à une date antérieure au début du Ve siècle, le camp et ses abords sont réemployés à usage civil, et notamment les Principia transformées en une basilique chrétienne à trois nefs et abside. Cette basilique était donatiste au début du Ve siècle, puisque l'on y a trouvé la seule épitaphe connue et la tombe d'une martyre donatiste, la religieuse Robba morte en 434. Les ruines de la basilique ont disparu sous les labours.